# 포인트 블랭크 (비디오 게임)
포인트 블랭크(영어: Point blank)는 대한민국의 게임 개발사 제페토에서 개발한 1인칭 슈팅 게임이다. 2013년 1월 현재 10개 퍼블리셔를 통해 전 세계 50여 개국에 진출하고 있으며 인도네시아에서는 동시접속자수 20만 명을 넘겨 국가내 최고 기록을 세웠다. 2010년에서 2012년까지 연속 3년 태국의 유명 게임쇼 TGS(Thailand Game Show), BIG(Bangkok International Game festival)에서 최고 캐주얼 게임 및 베스트 FPS 게임상을 수상하였다.

## 스토리
급격한 변화와 발전을 거듭해 가고 있는 시대. 세계는 저출산과 인구 고령화가 중첩되어 심각한 인구난을 겪고 있었다. 정부는 뒤늦게 강력한 출산 지원 정책을 발표했지만, 이미 한참 동안 진행된 인구 고령화를 막을 수는 없었다. 노동력 부족을 감당할 수 없던 정부는 결국 해외에서 인력 수입을 진행했고, 많은 수의 외국인들이 정착했다. 이후 그들은 산업을 지탱하는 인력이 됐고, 다른 이민자들과 혼혈 가족을 구성해 사회에 정착했다. 그로부터 오랜 시간이 흐른 후, 어려움을 이겨낸 국가는 점점 더 강대해졌으나 그 속은 곪아 들어가고 있었다. 순수 혈통의 기존 국민들은 자국민 우월주의에 젖어가기 시작했고, 그런 의식이 점점 깊어지며 외국인과 혼혈 계열 인구에 대한 차별이 심해지고 있었다.
이후 이 나라의 거대한 두 세력의 충돌이 시작되었다. 얻을 수 없다면 빼앗겠다는 Free Rebels와 자신들의 것을 지키고자 하는 CT-FORCE 간의 전면전이 지금 시작되려 하고 있다.

## 포인트 블랭크 주최 게임 대회 소개

### Pointblank International Championship
(1-1) 제 1회 PBIC
2011년 제 1회 PBIC 개최
서비스 중인 전 세계 총 63개국, 10개 퍼블리셔 대표팀의 Final Match.
서비스 지역 별로 각 300~5000개 팀이 참여한 예선전 진행
(1-2)제 2회 PBIC
2012년 5월 26일 인도네시아 반둥에서 개최
총 8개 국가/ 지역 대표(태국, 인도네시아, 러시아, 브라질, 터키, 중남미, 북미, 필리핀) 10개 팀 참가
단일 FPS 게임 종목으로 최고 상금인 $30,000.

### Point Blank Tri Nations 대회
Point Blank 초기 진출 3개국(태국, 인도네시아, 러시아)간의 대회.
2011년 8월 21일, 제 1회 PBTN이 태국 방콕 씨암 파라곤 몰에서 개최.
각 국가 별로 국가대표 선발 전 진행하여 총 36명의 선수 출전.
대회 현장 5000여명 관람객 집객.

## 수상 경력
- 태국 게임 쇼(TGS) 및 BIG(Bangkok International Game Festival) 2012

포인트 블랭크 ‘최고의 캐주얼 게임상’ 및 ‘최고의 온라인 게임상’ 연속 2회 째 수상
Best Shooting(FPS) Game 수상
- 인도네시아 HIA 매거진 선정2012

포인트 블랭크 청소년 브랜드 1위 온라인 게임상 수상
- 태국게임쇼 2011

포인트 블랭크, ‘최고의 캐주얼 게임상’ 및 ‘최고의 온라인 게임상’ 2관왕 수상
- VGI(Video Games Indonesia) 2009

포인트 블랭크, ‘2009 베스트 온라인 게임상’ 수상